# Улица Стуриша (Рига)
Улица Сту́риша (латыш. Stūrīša iela) — улица в Видземском предместье города Риги, в микрорайоне Тейка. Начинается от пересечения улиц Баяру и Таливалжа и заканчивается у перекрёстка с улицами Лиелвардес, Аусмас и Кегума (ряд источников указывает, что улица Стуриша пересекает улицу Лиелвардес и продолжается до следующего перекрёстка — с улицей Айзсила, а также имеет обособленные части, прилегающие к Бикерниекскому лесу). Продолжением улицы Стуриша служит улица Дзербенес.
Общая длина улицы составляет 635 метров. На всём протяжении имеет асфальтовое покрытие. Общественный транспорт по улице не курсирует.

## История
Улица Стуриша появилась в 1929 году при застройке жилого района «Savs stūrītis» (рус. «Свой уголок») и названа в честь этого района. Переименований улицы не было.
В 1934 году часть улицы Стуриша (к западу от улицы Таливалжа) была выделена в самостоятельную улицу Залиша.

## Примечательные здания
- Жилой дом № 32 (постройки 1938 г.) является охраняемым памятником архитектуры местного значения[3].

## Прилегающие улицы
Улица Стуриша пересекается со следующими улицами:
- Улица Таливалжа
- Улица Баяру
- Улица Буртниеку
- Улица Лаймдотас
- Улица Аусмас
- Улица Кегума
- Улица Лиелвардес